# Троицкий монастырь (Можайск)
Можайский Троицкий монастырь — исчезнувший мужской монастырь, существовавший в XVI-XVII веках городе Можайске.
Входил в городское кольцо из десяти монастырей, защищавший со всех сторон Можайский кремль. Был одним из 17 можайских монастырей XVI века, из которых до нашего времени сохранился лишь Лужецкий.

## История
В XVI веке имел участок 66 на 42 сажени, стоял восточнее крепости посреди посада на Троицкой улице. Был деревянный собор Пресвятой Живоначальной Троицы, клетский и теплая церковь Усекновения Главы Иоанна Предтечи, деревянная. Имелись святые ворота с образами на обе стороны, келья игумена, 2 братских кельи, 8 келий нищих.
Монастырь исчез в середине XVII века, а собор стал приходской церковью.
В 1792 году Троицкий собор был выстроен уже из камня. Собор был несколько раз перестроен в 1849 году (трапезная), в 1862—1873 годы (пятиглавый храм) и в 1885 году (многоярусная колокольня).
Рядом с храмом в 1830-х годах была построена часовня в память об убиенных воинах Бородино. В 1912 году к 100-летию битвы часовня была разобрана и построена новая восьмигранная.
17 ноября 1927 года Можайский исполком выходит с ходатайством о закрытии Троицкой церкви, городу нужен был театр. В 1928 году Московский Губисполком удовлетворил ходатайство о закрытии церкви и передал её под театр.
На верхнем ярусе колокольни был поставлен бак с водой, а в самом здании расположился кинотеатр. В часовне был устроен продуктовый ларек.
В январе 1942 года отступающими немецкими частями был полностью взорван Троицкий храм. Часовня уцелела, после войны там располагалась свечная лавка.
Часовня была разрушена в 1960-х годах при выравнивании Московской улицы наряду с древним каменным соляным складом.
В 1967 году, в связи с постройкой дома культуры, с остатков древнего Троицкого кладбища на Бородинское поле были перенесены могилы участников Бородинского сражения — Татищева, Оленина, Левшина и Шапошникова.
В 2015 году можайский архитектор Николай Васнецов предложил организовать в районе Троицкого монастыря пешеходную зону и установить памятные камни в честь утраченного собора.